# Wilton Manors
Wilton Manors è un comune degli Stati Uniti d'America situato nella parte centrale della Contea di Broward dello Stato della Florida.
Secondo le previsioni del 2011, la città ha una popolazione di 11.632 abitanti su una superficie di 5,00 km².